# Bidu
Bidu é um cão azul, inspirado em um Schnauzer miniatura de origem alemã cor prata, meio azulada (nas primeiras edições, o Bidu era cinza). Foi o primeiro personagem de Maurício de Sousa, publicado em uma tira de jornal pela Folha de S.Paulo em 1959, e depois publicado como revista em quadrinho pela Editora Continental.
Mauricio se inspirou no cachorrinho que ele tinha na infância, o Cuíca. A origem de seu nome provém de uma gíria usada nos anos 1960, significando esperteza. O nome surgiu quando Mauricio fez uma enquete com seus colegas jornalistas da redação da Folha da Tarde, até que um deles deu esta sugestão.
Bidu foi dublado pelo próprio Maurício de Sousa no filme Turma da Mônica - O Filme: Uma Aventura no Tempo.

## Publicação
Bidu foi o primeiro personagem da Turma da Mônica a estrelar uma revista em quadrinhos pela Editora Continental em 1960.
Após a Mônica ganhar título próprio pela Editora Abril nos anos 70, o personagem passou a ter histórias publicadas em revistas da Turma da Mônica e almanaques de reedições.
Em 2008, Bidu aparece em Turma da Mônica Jovem. Antes desta aparição, alguns leitores pensaram que o Bidu poderia estar morto, já que a revista se passa no futuro, onde a Turma está na adolescência.
Em 2009, foi lançado um álbum, em comemoração aos 50 anos do personagem. A edição conta com uma coletânea de histórias do personagem, incluindo uma HQ inédita em estilo mangá e uma versão facsimile de Bidu #1 da Editora Continental. No mesmo ano, o personagem ganha uma história para o álbum MSP 50, álbum que homenageia os 50 anos de carreira de Mauricio de Sousa, escrita e desenhada por Laerte Coutinho.

## Biografia
Bidu é o cão do Franjinha e astro de histórias em quadrinhos. Originalmente é um cachorro comum, que não sabe falar e anda sobre quatro patas. Não gosta de banho e vive correndo atrás das rodas. Tem muitos amigos em seu núcleo como Duque, Zé Esquecido, Dona Pedra, Zé Gordão, Fifi, Dálmata e até mesmo os outros mascotes da turma. Tem uma grande rivalidade com os gatos, as vezes contracenando com Mingau para apostar qual a melhor espécie.
Porém, além desse núcleo, em certas histórias Bidu entra em um outro universo, um universo paralelo, repleto de metalinguagem, onde é um astro das histórias em quadrinhos (com direito ao assistente Manfredo), dialogando com outros cães até objetos como pedras, e um caricato penetra-calouro-imitador, Bugu que luta por um espaço no mundo das histórias em quadrinhos. Quando é astro das histórias em quadrinhos, inicialmente era bem arrogante e mal-humorado, sempre gritando com os contrarregras, especialmente o Manfredo. Mas continua o mesmo cão amigo que sempre ajuda os outros, cães, gatos ou até humanos.
Bugu é o arqui-inimigo do Bidu. Cão oval e amarelo, teria sido baseado no irmão do Mauricio de Sousa, o que justifica seu bordão "Alô, Mamãe!".
Bidu é o símbolo da empresa de Maurício, a Maurício de Sousa Produções.